# 杨谈乡
杨谈乡，是中华人民共和国山西省临汾市曲沃县下辖的一个乡镇级行政单位。

## 行政区划
杨谈乡下辖以下地区：
杨谈村、沟东村、问卦村、八顷村、万户村、上营村、杨家庄村、下院村、乔芦村、义合庄村、下麦沟村、上麦沟村、杨谈坡村、辛庄村、兴隆庄村、石乔堡村和山下村。